# Ixtlahuacán de los Membrillos
Ixtlahuacán de los Membrillos är en ort i Mexiko.   Den ligger i kommunen Ixtlahuacán de los Membrillos och delstaten Jalisco, i den centrala delen av landet, 400 km väster om huvudstaden Mexico City. Ixtlahuacán de los Membrillos ligger 1 601 meter över havet och antalet invånare är 5 539.
Terrängen runt Ixtlahuacán de los Membrillos är varierad, och sluttar österut.  Trakten runt Ixtlahuacán de los Membrillos är nära nog obefolkad, med mindre än två invånare per kvadratkilometer. Närmaste större samhälle är Chapala, 5,8 km söder om Ixtlahuacán de los Membrillos.